# 竹岭桥
竹岭桥，是位于中国福建省宁德市周宁县泗桥乡竹岭村的一个民国时期古建筑，2012年入选周宁县第三批文物保护单位。
竹岭桥始建年代未知，民国4年（1915年）重建，1968年重修，桥为木制单拱廊桥，东西走向，长36米，宽5米，高4.5米，拱跨度26.7米，廊屋为十一间四十四柱，内有奉祀观音的神龛，穿斗式木构架歇山顶，两侧有木条凳，廊屋檐下游挡板。